# Kyrtolitha
Kyrtolitha is een geslacht van vlinders van de familie spanners (Geometridae), uit de onderfamilie Larentiinae.

## Soorten
- K. avulsa Prout, 1937
- K. obstinata Staudinger, 1892
- K. pantophrica Prout, 1937
- K. purpureotincta Sterneck, 1928